# جون ر. وليامز
جون ر. وليامز (بالإنجليزية: John R. Williams)‏ هو سياسي أمريكي، ولد في 4 مايو 1782 في الولايات المتحدة، وتوفي في 20 أكتوبر 1854 في نفس البلد.